# Los Verdaderos (álbum)
Los Verdaderos es el segundo álbum de estudio del dúo de reguetón puertorriqueño Zion & Lennox. Fue publicado el 2 de noviembre de 2010 a través del sello discográfico Pina Records y siendo distribuido por Sony Music Latin.
El álbum contiene 16 canciones e incluye colaboraciones con los cantantes Daddy Yankee, Jowell & Randy, Tony Dize, J Balvin y Alberto Stylee, mientras que la producción mayoritaria estuvo a cargo de Eliel. Por otra parte, el CEO de Pina Records, Rafael Pina Nieves, produjo de manera ejecutiva el álbum.
La publicación del álbum en formato físico tuvo que ser retirado casi de inmediato, debido a unos problemas legales que tenían el dúo arraigados a otro sello discográfico, esto cuando tuvieron su etapa como solistas. A pesar de estos contratiempos, canciones como «Hoy lo siento» y «Amor genuino» se han mantenido populares dentro de su repertorio desde su publicación.

## Antecedentes
Zion & Lennox anunciaron oficialmente su regreso como dúo en el último trimestre de 2008, liberando canciones de manera digital, como también participando en conciertos masivos como el Latin Fest. A mediados de 2009, fue publicado el mixtape Pa' la calle como una “antesala” a un posible álbum de estudio titulado Pasado, Presente y Futuro. Una de sus colaboraciones externas, «Mi cama huele a ti» junto a Tito el Bambino, ingresó en el top 10 de la revista Billboard en las categorías Top Latin Songs y Tropical Airplay, además de recibir nominaciones para los Premios Lo Nuestro y los Premios Billboard de la Música Latina.
A comienzos de 2010, se anunció la contratación del dúo con el sello discográfico Pina Records. El acuerdo se realizó el 9 de abril, y de inmediato comenzaron la preparación de su nuevo álbum, cuyo título fue revelado. Originalmente, el álbum fue postergado para el 19 de octubre, antes de ser publicado en noviembre.
Una de las canciones promocionadas, «Mujeriego», producido por Tainy y mezclado por Myztiko, tuvo una filtración previa y fue descartado de la versión final. A pesar de la filtración, la canción logró ingresar en la posición 16 por la lista Latin Rhythm Airplay de Billboard.

## Producción
En cuantos a letras, el dúo mantiene un estilo marcado en el romanticismo, mientras que en los ritmos hay múltiples fusiones y experimentaciones, como bachata en «Arriesgando mi inocencia» y merengue electrónico en «Me desvelo», descrita por el dúo por tener un “estilo jocoso y bailable”.
En una entrevista con People en Español en 2009, comentaron sobre la producción de «Amor Genuino», descrita como una canción que los identifica como dúo. En particular, destacan la variada influencia de sonidos africanos, flamenco, reggae, dancehall y su énfasis en las letras románticas.
También destacaron el rol de las colaboraciones, ya que consideran que “se consiguen mejores trabajos discográficos con más uniones”, haciendo una comparación con los crossovers en el hip hop estadounidense. Después de participar con Tito el Bambino en «Mi cama huele a ti», expresaron su desinterés por las tiraderas dentro de su álbum, argumentando que “no está de moda”.

## Promoción
En entrevistas promocionando el sencillo «Como Curar», anunciaron el inicio de una gira por países como Colombia, México, Argentina y Venezuela; mientras que tanteaban planes para extender la gira a nivel mundial en el año siguiente. Durante 2011, también participaron en giras de promoción bajo el nombre de La Fórmula Secreta junto a los artistas del sello Tony Dize, Plan B y R.K.M. & Ken-Y, además de otros invitados.

#### Sencillos
- «Cómo Curar» fue publicado el 16 de agosto de 2010, con la producción musical de Eliel Lind Osorio.[22] Un vídeo musical fue producido por Crema Batida Films, siendo dirigido por Alejandro Santiago Ciena con un costo de $100 000,[23] con una temática descrita como “súper creativo y controvertido”.[20] En 2018, el compositor-cantante Jhay Cortez afirmó que la canción fue compuesta por él, a pesar de no recibir los créditos.[24]

- «Hoy lo siento» junto a Tony Dize fue el segundo sencillo desprendido. Un vídeo musical fue estrenado a finales de 2010, siendo dirigido por Marlon Peña.[25] La colaboración alcanzó la posición 49 en la categoría Hot Latin Songs,[26] mientras que en los Latin Rhythm Airplay llegó a la posición 16.[27] En entrevistas posteriores, el dúo confirmó que esta es su canción favorita del álbum.[28]

#### Otras canciones destacadas
- «Amor genuino» fue publicado originalmente en 2009 junto a un vídeo musical, también producido por Crema Batida Films.[29] Una versión reducida del videoclip fue publicado en el canal oficial de Pina Records el 18 de mayo de 2010.

- «Momentos» tuvo una remezcla oficial. Publicado en mayo de 2011, contiene la participación de Arcángel y De la Ghetto. Esto fue el reencuentro de los cuatro cantantes después de los problemas legales de Arcángel con Zion a comienzos de 2007.[30]

## Lista de canciones
Todas las canciones escritas y compuestas por Félix Ortiz y Gabriel Pizarro, excepto donde se indique. 
| N.º      | Título                                    | Escritor(es)                                                                                      | Productor(es)                          | Duración |  |
| 1.       | «Yo soy tu DJ»                            | F. Ortiz · G. Pizarro · Giann Arias · David Torres · Melvin Maldonado · Rafael Pina               | Live Music                             | 4:09     |  |
| 2.       | «La lluvia»                               | F. Ortiz · G. Pizarro · Víctor E. Delgado · Rafael Pina                                           | Predikador                             | 3:12     |  |
| 3.       | «Momentos»                                | F. Ortiz · G. Pizarro · Karl Palencia · Eliel Lind Osorio · Joan M. Ortiz · Rafael Pina           | Eliel                                  | 4:24     |  |
| 4.       | «Cómo curar»                              | F. Ortiz · G. Pizarro · Joel Baez · Eliel Lind Osorio · Jesús Nieves · Rafael Pina                | Eliel                                  | 4:21     |  |
| 5.       | «Arriesgando mi inocencia»                | F. Ortiz · G. Pizarro · Luis O'Neill · Eliel Lind Osorio · Rafael Pina                            | Eliel                                  | 4:45     |  |
| 6.       | «La cita» (con Jowell & Randy)            | F. Ortiz · G. Pizarro · Giann Arias · David Torres · Melvin Maldonado · Joel Muñoz · Randy Ortiz  | Live Music                             | 4:15     |  |
| 7.       | «Detective de tu amor»                    | F. Ortiz · G. Pizarro · Joel Baez · Jesús Nieves · Eliel Lind Osorio · Rafael Pina                | Eliel                                  | 3:28     |  |
| 8.       | «Perdido por el mundo» (con Daddy Yankee) | F. Ortiz · G. Pizarro · Ramón Ayala Rodríguez · Eliezer García · Eduardo López · Rafael Pina      | Musicólogo & Menes                     | 3:15     |  |
| 9.       | «Si fuera por mi»                         | F. Ortiz · G. Pizarro · José Gómez · Luis O'Neill · Joan M. Ortiz · Carlos E. Ortiz · Rafael Pina | Chris Jeday · Profesor Gómez · O'Neill | 4:58     |  |
| 10.      | «Me desvelo»                              | F. Ortiz · G. Pizarro · Eliel Lind Osorio · Rafael Pina                                           | Eliel                                  | 3:17     |  |
| 11.      | «Hoy lo Siento» (con Tony Dize)           | F. Ortiz · G. Pizarro · Yoel Damas · Eliel Lind Osorio · Rafael Pina · Gabriel Cruz Padilla       | Eliel                                  | 3:46     |  |
| 12.      | «Ella me conviene»                        | F. Ortiz · G. Pizarro · Ramón Ayala Rodríguez · Eliezer García · Eduardo López                    | Musicólogo & Menes                     | 3:43     |  |
| 13.      | «Soltera» (con J Balvin y Alberto Stylee) | F. Ortiz · G. Pizarro · José A. Osorio · Carlos Pizarro                                           | DJ Host · Jay · Pope                   | 4:42     |  |
| 14.      | «De una vez»                              | F. Ortiz · G. Pizarro · Karl Palencia · Rafael Pina                                               | Myztiko                                | 5:17     |  |
| 15.      | «Love You Now»                            | F. Ortiz · G. Pizarro · Rafael Pina · Yazid Rivera · Gabriel Rodríguez                            | Yazid & Gaby                           | 5:11     |  |
| 16.      | «Amor genuino»                            | F. Ortiz · G. Pizarro · Joel Baez · Eliel Lind Osorio · Rafael Pina                               | Eliel                                  | 4:04     |  |
| 01:06:47 |                                           |                                                                                                   |                                        |          |  |

## Créditos y personal
Parcialmente adaptado desde AllMusic.
Artistas y producción
- Félix Ortíz – Voz principal, compositor, productor ejecutivo.
- Gabriel Pizarro – Voz principal, compositor, productor ejecutivo.
- Rafael Pina Nieves – Compositor, mezcla, productor ejecutivo.
- David Duran “The Coach” – Ingeniero, mezcla.
- Esteban Piñeiro – Masterización.
- Giann Arias (DJ Giann) – Compositor (1, 6), producción (1).
- David Záizar Torres (Dexter) – Composición, producción (1, 6).
- Melvin Maldonado (Mr. Greenz) – Composición, producción (1, 6).
- Víctor Delgado (Predikador) – Composición, producción (2).
- Eliel Lind Osorio – Composición, producción (3-5, 7, 10-11, 16).
- Karl “Myztiko” Palencia – Composición, mezcla, producción (14).
- Joan M. Ortiz (Joan La Voz) – Composición (3).
- Joel Baez Nieves – Composición (4, 7, 16).
- Luis O'Neill Laureano – Composición (5, 9), producción (9).
- Joel Muñoz, Randy Ortiz – Artistas invitados, composición (6).
- Jesús Nieves (Jay “El Superdotado”) – Composición (4, 7), producción (13).
- Ramón Ayala Rodríguez – Artista invitado, composición (8, 12).
- Eliezer García, Eduardo López – Composición, producción (8, 12).
- José Javier Gómez (Profesor Gómez) – Composición, producción (9).
- Carlos E. Ortiz (Chris Jeday) – Composición, producción (9).
- Yoel Damas – Composición (11).
- Gabriel Antonio Cruz Padilla – Composición (11).
- Tony Feliciano Rivera – Artista invitado (11).
- José Osorio Balvin – Artista invitado, composición (13).
- Carlos Pizarro – Artista invitado, composición (13).
- DJ Host – Producción (13).
- Pope – Producción (13).
- Yazid Rivera (Yazid El Metálico) – Composición, producción (15).
- Gabriel Rodríguez (Gaby Metálico) – Composición, producción (15).

Pina Records
- Ana Alvarado – Coordinación de producción.
- Alex Rodríguez – Manager del sello.
- Andrés Coll – Marketing.
- Edwin David – Fotografía.
- Iancarlo Reyes – Arte creativo, diseño de carátula.
- Pablo Batista – Agente de booking.

## Posicionamiento en listas
| Listas (2010)                        | Mejor posición |
| ------------------------------------ | -------------- |
| Estados Unidos (Latin Rhythm Albums) | 2              |
| Estados Unidos (Top Latin Albums)    | 10             |
| Estados Unidos (Top Rap Albums)      | 23             |

| Listas (2011)                        | Posición |
| ------------------------------------ | -------- |
| Estados Unidos (Latin Rhythm Albums) | 12       |